# Le Puy-en-Velay
Le Puy-en-Velay (in occitano Lo Puèi de Velai lu/lə ˈpœj də vəˈʕaj, Le Puy fino al 1988) è un comune francese di 19 999 abitanti situato nel dipartimento dell'Alta Loira della regione dell'Alvernia-Rodano-Alpi.
I suoi abitanti si chiamano Ponots.
Da questo paese inizia una delle vie del cammino di Santiago di Compostela, la Via Podiensis.

## Storia

### Simboli
Lo stemma comunale, documentato dal XIII secolo, si blasona:
L'aquila simboleggia la città di Puy il cui nome deriva dal latino  podium, "luogo elevato". Lo scudo di "Francia antica" (d'azzurro, seminato di gigli d'oro) fu concesso nel 1254, quando il Velay, dopo aver fatto parte del Ducato di Aquitania, fu incorporato nella provincia della Linguadoca, che divenne dominio del Re di Francia.

## Monumenti e luoghi d'interesse
- Cattedrale di Le Puy
- Saint-Michel d'Aiguilhe, cappella sull'apice di una formazione rocciosa di origine vulcanica detta Rocca Corneille, dalla quale si domina la valle ed il centro storico

## Società

### Evoluzione demografica
Abitanti censiti

## Infrastrutture e trasporti
Il comune è servito dall'omonima stazione ferroviaria.

## Amministrazione

### Gemellaggi
- Brugherio
- Meschede
- Tonbridge
- Tortosa